# Nachimovský rajón
Nachimovský rajón (rusky Нахимовский район, ukrajinsky Нахімовський район) je administrativní část (čtvrť) města Sevastopol, nazvaná po ruském admirálovi Pavlu Nachimovi.